# Очни мътнини
Очните мътнини, наричани също плаващи очни мътнини, подвижни очни мътнини и „мушици в окото“ (на английски: floaters, на френски: myodésopsie), са белтъчни откъслеци, разположени в стъкловидното тяло на окото, които при преминаване на светлина хвърлят сянка върху ретината, поради което те се наблюдават от страдащия като подвижни образи.

## Произход
Причините за появата на очните мътнини са разнородни. Най-често плуващите мътнини се дължат на естественото стареене на стъкловидното тяло, част от задния очен сегмен. То е съставено от 99% вода и 2% колаген и хиалуронова киселина и има желеподобна консистенция. При раждането, стъкловидното тяло е максимално прозрачно с ненарушени оптични свойства. С течение на годините, стъкловидното тяло претърпява нормален физиологичен процес на втечняване (деструкция на стъкловидното тяло), който завършва с неговото отделяне от ретината в точките, където е свързано с нея (задно отлепване на стъкловидното тяло). Установено е, че при страдащите от късогледство, този процес е значително ускорен. Втечняването води да разрушаване на здравите електрохимични връзки между колагена и хиалуроновата киселина, в резултат на което се образуват колагенови отлагания.
При постъпване на светлина, ако колагеновите отлагания в стъкловидното тяло попадат в зрителното поле, те хвърлят сенки върху ретината, които се наблюдават от страдащия като плуващи мътнини.
Други по-рядко срещани причини за очните мътнини са увеит (усложнение на автоимунния анкилозиращ спондилит, но може да е и самостоятелен автоимунен увеит или друг увеит), остатъци от разпада на хиалоидната артерия в стъкловидното тяло, отлепване на ретината, отлепване на ципата на стъкловидното тяло, токсоплазмоза, инфекциозна мононуклеоза, механична травма на окото, кръвоизливи в стъкловидното тяло поради заболявания като диабетна ретинопатия, някои очни операции.

## Лечение

### Наблюдение
В повечето случаи не е необходимо лечение на очните мътнини. Ако се установи, че не са причинени от патологии на ретината, те не са риск за зрението и са напълно безобидни. Макар и да представляват перманентни структури в стъкловидното тяло (в случаите, когато са причинени от колагенови отлагания), с течение на времето, повечето страдащи успяват да постигнат невроадаптация към тях и да не ги забелязват.
В някои случаи, особено когато са причинени от задно отлепване на стъкловидното тяло, под влияние на гравитацията, мътнините могат да потънат извън зрителното поле, да избледнеят или да се раздробят на по-малки и незабележими части.

### Манипулация с лазер
Лазерната витреолиза се практикува за разбиване на очните мътнини на по-малки и незабележими части.
Използва се добре познатия в офталмологията YAG лазер (стандартен или в специална модификация за витреолиза).
Методът е минимално инвазивен и подходящ при по-големи мътнини, разположени достатъчно далеч от ретината и други важни части на окото. Ефективността му е неустановена и зависи до голяма степен от опита на извършващия манипулацията, тъй като е необходимо ръчното фокусиране на лъча върху мътнината, която трябва да се премахне.

### Оперативно лечение
Оперативното лечение на очни мътнини не се практикува стандартно и е запазено за тежки случаи, при които мътнините възпрепятстват напълно или силно затрудняват ежедневните дейности на страдащия и качеството му на живот. Това е необходимо поради статистически малко вероятните, но потенциално значителни асоциирани рискове.
Витректомията е инвазивна операция на задния очен сегмент, при която стъкловидното тяло се премахва изцяло или частично (само мътнините).
Пълната витректомия води до катаракта поради ускорената оксидация на естествената очна леща. Частичната витректомия е по-щадяща, но е възможно формирането на нови мътнини в останалото след операцията стъкловидно тяло.
И при двете разновидности на операцията съществува рядък риск от инфекции и отлепване или разкъсване на ретината.

### Бъдещи лечения и проучвания
Проучва се възможността очните мътнини да бъдат премахнати чрез инжектиране на наночастици с хиалуроново покритие в стъкловидното тяло, които се свързват само с колагеновите отлагания, и последваща фотоабалация с лазер с много по-ниска мощност от тази, използвана при витреолиза с YAG лазер. По този начин се преодоляват някои от най-съществените ограничения на витреолизата с YAG лазер – локирането на проблемните за страдащия мътнини, точното фокусиране на лазерния лъч върху тях (при този метод се осветява цялото око с лазерни пулсове, траещи наносекунди) и избягване третирането на мътнини, разположени до важни очни структури като ретината (позволява го много по-малката мощност на лазера).
Методът е тестван върху животни (зайци и крави) и с проби от витреална течност, събрана от пациенти, подложили се на витректомия, която съдържа мътнини. Постига се пълно унищожаване на мътнините без видими изменения на ретината и другите очни структури. Предстоят клинични проучвания.